# 遠征移送ドック
遠征移送ドック（英: Expeditionary Transfer Dock、ESD）、（旧称、機動揚陸プラットフォーム（英: Mobile Landing Platform、MLP））はアメリカ海軍が開発中の艦船。就航後には海上輸送司令部所属の補助艦艇としてUSNSの接頭辞を付され海上事前集積船隊に配属される。ESDは強襲揚陸任務の海上基地として利用される。
2010年にジェネラル・ダイナミクスとその子会社であるナショナル・スチール・シップビルディング社（NASSCO）が契約を獲得し2011年7月にネームシップのモントフォード・ポイントの建造が開始された。2015年の就航が予定されている。アメリカ海軍は6艦の取得を計画している。

## 概念と設計
アメリカ軍が基地から離れた地点に大規模な強襲揚陸作戦を行う際に、ウェルドックとLCACを備える従来の強襲揚陸艦では艦の数と規模が限られ小規模な作戦しか行えない。大規模な揚陸作戦は港湾を利用する必要があるが、多くの場合は外国の領土であり政治的な問題が避けられない。そこで海上に兵站基地を設けるシー・ベイシング（英: seabasing）の概念が提唱されるようになった。アメリカ海兵隊の装備を積み即応体制にあるRO-RO船タイプの海上事前集積船隊輸送艦からLCACやヘリコプターなどへ兵員や装備を移動させることができれば従来の問題を解決できる。このために導入されるのがMLPである。兵士や装備は喫水の深い大型輸送艦から、「海上の桟橋」として機能するMLPを介して直接揚陸作戦を行うLCACやヘリコプターに乗り換え任務に向かうことになる。
ジェネラル・ダイナミクスによる初期デザインでは、6隻のLCACを備え2隻のLCACを同時に運用（ドック入り、荷下ろし、積み込み、発進）できるものだった。輸送艦からMLPへの移動には折畳式ランプを持つカーゴテック（Cargotec）社のテスト・アーティクル・ビークル・トランスファー・システム（英: Test Article Vehicle Transfer System）が予定されていた。この設計案のMLPは旅団規模の兵力を収容でき、速力は20ノット (37 km/h; 23 mph)で最大航行距離は9,000海里 (17,000 km; 10,000 mi)、1隻あたりの建造費は15億ドルと見積もられていた。
将来の予算削減が不可避となったため2009年に計画は縮小された。ジェネラル・ダイナミクスは子会社のナショナル・スチール・シップビルディング社（NASSCO）が建造しているアラスカ級石油タンカーを元にした設計を提案した。FOFO船（英: float-on/float-off ship）であるためLCACの発着艦のために甲板高さを調節できる。広く低い中央甲板に車両待機エリアとサイドポート・ランプ、防舷材、LCACレーンを備える。コスト削減のために輸送艦との車両移動についてはテスト・アーティクル・ビークル・トランスファー・システムの採用は中止されサイドポート・ランプに変更し、ヘリコプター運用能力も削除、さらに装備するLCACも3隻に削減された。載貨重量トン数は60,000メトリックトン以上になる。1隻あたりの建造費は5億ドルとなる。

## 概念実証試験

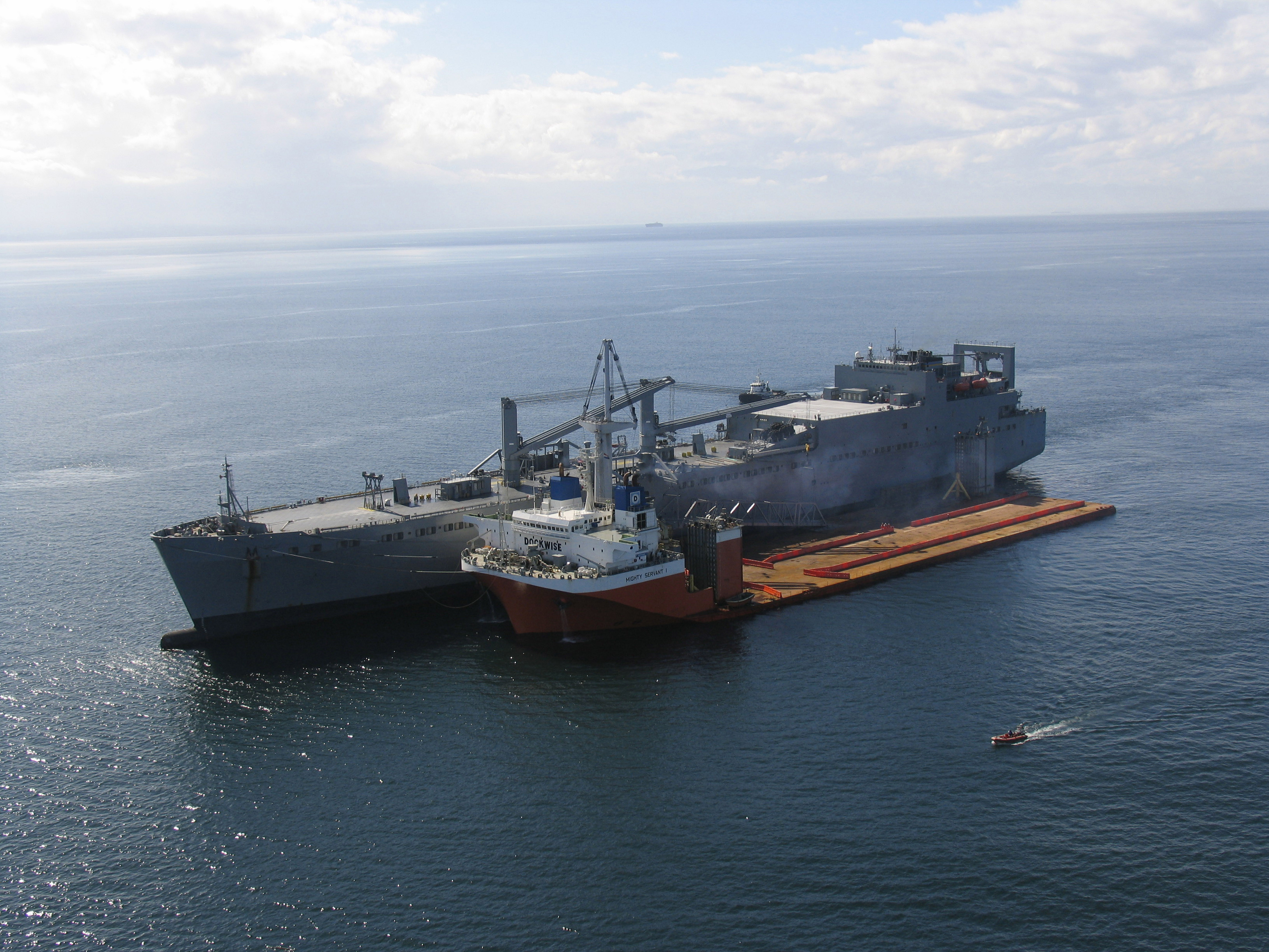
サンディエゴ沖で試験を行うUSNSワトキンズとMVマイティ・サーヴァント1

2005年にアメリカ海軍はMLPの概念実証試験の実行を認可した。重量物運搬船のマイティ・サーヴァント1をMLPに、RO-RO船のワトソン級車両貨物輸送艦USNSワトキンズを海上事前集積船隊向けに計画中の新型艦に見立てて実験はおこなわれた。ワシントン州ピュージェット湾で予備的な試験がおこなわれた後二隻はサンディエゴ沖に移動し、荷がワトキンスからマイティ・サーヴァント1、さらにLCACへ移された。マイティ・サーヴァント1の喫水はLCACが海面上に発進出来るよう調整された。
二回目の試験はバージニア州ノーフォーク沖でUSNSレッド・クラウドとマイティ・サーヴァント3を用いて2006年におこなわれた。2010年にはメキシコ湾においてマイティ・サーヴァント3とUSNSソダーマンを用いて試験された。波高が最大シーステート4の環境において、テスト・アーティクル・ビークル・トランスファー・システムと輸送船のランプ両方を用いて人員やハンヴィー、M1エイブラムスなどの装備を輸送艦からMLPを経由しLCACに移す作業がおこなわれた。

## 建造
2010年8月にNASSCOはMLPの設計と初号艦を建造する契約を獲得した。艦の建造は2011年7月にサンディエゴのNASSCO工場で開始された 。2015年に就役する予定。
機関システムはフランスのコンバチーム（英: Converteam）が受注した。
二号艦、三号艦の建造もNASSCOが受注しており発注は2013年および2015年に予定されている。三号艦は2018年に就役する。
2011年1月に建造が予定されている3隻の艦名が公表された。キャンプ・モントフォード・ポイントはノースカロライナ州の海兵隊基地で1942年から1949年の間に20,000人の黒人兵士を訓練した。ハリー・S・トルーマン大統領はこれらの黒人兵士を高く評価し、軍隊における人種差別を1948年に公式に撤廃した。最近になってこれらの兵士全体に対して議会名誉黄金勲章が授与された。ジョン・グレンは海兵隊大佐、パイロット、宇宙飛行士で上院議員。ルイス・B・プラーは海兵隊中将で唯一の五度の海軍十字章受章者。
なおネームシップのモントフォード・ポイントは2013年に竣工しており、同年5月に軍事海上輸送司令部に配備された。

## 活動
モントフォード・ポイントは、2014年6月26日から8月1日にかけて実施されたリムパック2014に、遠征高速輸送艦「ミリノケット」（USNS Millinocket, JHSV-3）、沿海域戦闘艦「コロナド」（USS Coronado, LCS-4）といった新造艦とともに参加。リムパック演習の一環ながら、カリフォルニア州沖の演習海域において海兵隊と共に訓練を実施した。
ルイス・B・プラーは、2020年4月、ミサイル駆逐艦「ポール・ハミルトン」（USS Paul Hamilton, DDG-60）、複数の哨戒艇などとともにペルシア湾の公海上に展開した。展開中にはイラン革命防衛隊の小型船舶と異常接近する状況もあり、一触即発の状態となった。

## 同型艦
| 艦番号  | 艦名                                                                | 発注            | 起工                                   | 進水            | 就役           |
| ------- | ------------------------------------------------------------------- | --------------- | -------------------------------------- | --------------- | -------------- |
| T-ESD-1 | モントフォード・ポイント USNS Montford Point                        | 2011年 5月27日  | 2012年 1月19日                         | 2012年 11月13日 | 2013年 5月     |
| T-ESD-2 | ジョン・グレン USNS John Glenn                                      | 2011年 5月27日  | 2012年 4月17日                         | 2013年 9月15日  | 2014年 3月12日 |
| ESB-3   | ルイス・B・プラー USS Lewis B. Puller                               | 2013年 11月5日  | 2014年 11月6日                         | 2015年 2月7日   | 2015年 6月12日 |
| ESB-4   | ハーシェル・『ウッディ』・ウィリアムズ USS Hershel "Woody" Williams | 2016年 8月2日   | 2017年 8月19日                         | 2017年 10月21日 | 2018年 2月22日 |
| ESB-5   | ミゲル・キース USS Miguel Keith                                     | 2016年 12月29日 | 2018年 1月30日                         | 2018年 8月10日  | 2021年 5月8日  |
| ESB-6   | ジョン・L・キャンリー USS John L. Canley                            | 2019年 8月23日  | 2020年 11月16日 2022年 4月30日（儀式） | 2022年 5月16日  | 2024年 2月17日 |
| ESB-7   | ロバート・E・シマネック USS Robert E. Simanek                       | 2019年 8月23日  | 2022年 5月27日 2022年 10月21日（儀式） | 2024年9月12日   |                |
| ESB-8   | ヘクター・A・カフェラタ・ジュニア USNS Hector A. Cafferata Jr.      | 2022年 8月4日   | 2023年8月8日                           |                 |                |